# Cayuga Chamber Orchestra
La Cayuga Chamber Orchestra, fondata nel 1976, ha sede a Ithaca, New York. Ogni stagione comprende una serie orchestrale, una serie di musica da camera, e programmi speciali di vacanza e istruzione.

## Storia
La Cayuga Chamber Orchestra, ufficialmente designata come "Orchestra ufficiale della città di Itaca", ha portato una vasta gamma di musica classica al pubblico di tutte le età per oltre tre decenni.
L'orchestra fu fondata da Charles E.L. McCary nel maggio 1976 quando un gruppo di musicisti professionisti locali debuttò come Finger Lakes Orchestra. Illustre direttore d'orchestra e compositore vincitore del premio Pulitzer, Karel Husa è diventato direttore musicale dell'orchestra nel 1977 e ha prestato servizio fino al 1984. Ha diretto la CCO in oltre 50 rappresentazioni tra cui balletto, oratori, opere commissionate, anteprime e molte delle sue opere. Durante un periodo provvisorio dal 1984 al 1986, la CCO fu guidata da direttori ospiti mentre l'organizzazione cercava un nuovo direttore musicale. Nel marzo 1986 il Consiglio di amministrazione nominò Carl St. Clair Direttore Musicale. Sotto la guida di Mr. St. Clair la CCO ha ampliato le sue offerte da sei a dieci concerti a stagione. Nel 1987-88 è stata aggiunta la Chamber Music Series e nel dicembre 1988 è stato presentato un nuovo evento per le vacanze, Caroling by Candlelight. Il signor St. Clair si è dimesso come direttore musicale nel 1991, ma ha continuato come consulente artistico mentre era in corso la ricerca del suo successore.
Durante il periodo 1992-93 sei finalisti hanno diretto concerti per orchestre e nel maggio 1993 Heiichiro Ohyama è diventato il terzo direttore musicale del CCO.
Il Maestro Kimbo Ishii-Eto fu il successivo direttore musicale del CCO e contribuì a guidare le celebrazioni della pietra miliare della 25ª stagione della CCO e della stagione dei 30 anni nel 2006-2007. Ishii-Eto fu determinante nel lavorare con diversi gruppi locali e artisti in spettacoli collaborativi, tra cui artisti di spicco come Steven Stucky, Rachel Lampert, Steven Doane e Cayuga Vocal Ensemble. Lo spettacolo finale di Ishii-Eto come direttore musicale per il CCO fu nell'aprile del 2007, quando diresse la Nona Sinfonia di Beethoven alla Bailey Hall con il Cornell University Chorus e il Glee Club.
Il 19 aprile 2008 la CCO annunciòche Lanfranco Marcelletti sarebbe salito sul podio per la stagione 2008-2009 come prossimo direttore musicale. Tra i notevoli successi e collaborazioni durante il suo mandato c'è l'uscita di un CD commerciale di musica del compositore americano Charles Bestor. All'annuncio della sua partenza dal CCO per concentrarsi sulla sua posizione con la Xalapa Symphony Orchestra, Marcelletti dichiarò: "Questi sei anni sono stati gli anni più memorabili per me con qualsiasi gruppo musicale. La CCO, come spesso dico e insisto, un gioiello nascosto e ogni volta che mi trovo di fronte ai miei colleghi musicisti, provo la stessa eccitazione e ammirazione che provavo durante la mia prima prova nel marzo del 2008." Dal 2016 il direttore musicale è Cornelia Laemmli Orth.

## Programmi educativi
Riconoscendo il costante impegno della Cayuga Chamber Orchestra per la musica nell'educazione e l'impegno nella comunità, il programma di outreach per giovani di Willard Daetsch, finanziato da lungo tempo dalla CCO, ha ricevuto un riconoscimento per il 2015 con la Yale Distinguished Music Education Partnership. Ogni anno il programma introduce gli strumenti e la musica classica a centinaia di studenti di secondo grado.